# Kongress von Châtillon
Der Kongress von Châtillon fand vom 5. Februar bis zum 19. März 1814 in Châtillon-sur-Seine statt. Es war der letzte Versuch während der Befreiungskriege einen Frieden zwischen Napoleon und den Alliierten zu schließen. In diesem Rahmen wurde am 1. März 1814 auch die Quadrupelallianz von Chaumont, auch Allianz von Chaumont oder Vertrag von Chaumont, geschlossen.

## Geschichte

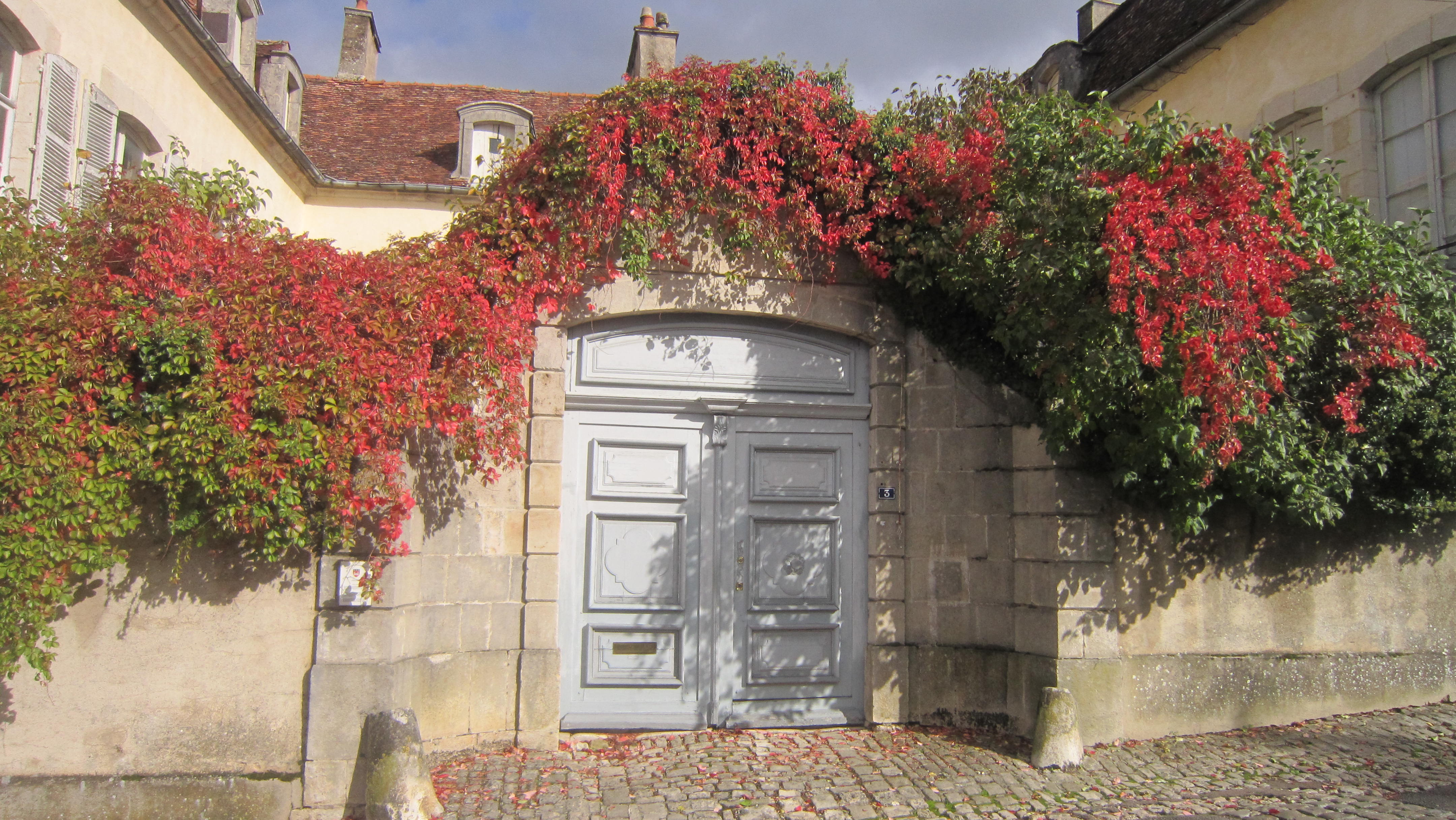
Hôtel du Congrès in Châtillon-sur-Seine, in dem der Kongress abgehalten wurde, seit 1983 ein monument historique

Obwohl die Alliierten nach ihrem Einmarsch in Frankreich zahlenmäßig den Truppen Napoleons stark überlegen waren, erwies sich dieser immer noch als ein gefährlicher Gegner. Unter den Verbündeten war man vor diesem Hintergrund bereit, mit Napoleon zu verhandeln. Am 5. Februar begannen in Châtillon-sur-Seine die Verhandlungen. Für Österreich verhandelte Johann Philipp von Stadion, für Russland Andrei Kirillowitsch Rasumowski, für Großbritannien William Cathcart, 1. Earl Cathcart, Charles Stewart und George Hamilton-Gordon, 4. Earl of Aberdeen und für Preußen Wilhelm von Humboldt. Vertreter Napoleons war Armand de Caulaincourt.
Frühere Friedensangebote wie beim Treffen zwischen Napoleon und Metternich und dem Frankfurter Memorandum garantierten Frankreich noch natürliche Grenzen, also im Osten die Rheingrenze. Davon war nun keine Rede mehr. Die Verbündeten waren nur noch bereit, die Grenzen von 1792, also diejenigen vor den Eroberungen der früheren Koalitionskriege, zu garantieren. Zar Alexander I. fand selbst diese Bedingungen zu milde und erzwang eine Unterbrechung der Verhandlungen. Er verlangte den Krieg bis zur Einnahme von Paris fortzusetzen und bestand auf der Abdankung Napoleons und dem Thronverzicht auch seiner Familie. Napoleon seinerseits war nicht bereit auf das Angebot der Grenzen von 1792 einzugehen. Nachdem er Mitte Februar große militärische Erfolge erzielt hatte und die Österreicher sogar um Waffenstillstand nachgesucht hatten, verstärkte sich die ablehnende französische Haltung. Napoleon schrieb an Franz I.: „Es gibt nicht einen Franzosen, der nicht lieber stürbe, als sich Bedingungen zu unterwerfen, die uns zu Sklaven Englands machen und Frankreich aus dem Kreis der Mächte streichen würden“. Er bestand auf den natürlichen Grenzen Rhein und Alpen. Vergeblich versuchte Caulaincourt, der die Lage realistischer sah, Napoleon zu Zugeständnissen zu bewegen. Die Verbündeten verlangten am 28. Februar bis zum 10. März ein Friedensangebot auf der Basis der Grenzen von 1792 vorzulegen.
Nicht zuletzt um Druck auf die französische Seite auszuüben, schlossen die Alliierten am 1. März 1814 die Quadrupelallianz von Chaumont ab. Auf Anregung von Castlereagh wurde eine Offensiv- und Defensivallianz gegen Frankreich zur Wahrung des Gleichgewichts in Europa geschlossen. Die gegenseitigen Verträge unterzeichneten Metternich für Österreich, Nesselrode für Russland, Castlereagh für Großbritannien sowie Hardenberg für Preußen. Jede der beteiligten Mächte verpflichtete sich, sollte Napoleon die Friedensbedingungen nicht akzeptieren, 150.000 Mann bis zum Kriegsende unter Waffen zu halten. Angegriffenen Vertragspartnern sollten die anderen militärisch helfen. Großbritannien sagte für 1814 die Zahlung von 5 Millionen Pfund an Subsidien zu. Anstatt eigene Truppen zu stellen, war Großbritannien bereit, Söldner anzuwerben oder für jeden fehlenden Soldaten zusätzlich zu bezahlen. Separatverträge mit dem Gegner waren ausgeschlossen. Andere Staaten sollten aufgefordert werden, dem Bündnis beizutreten. Der Vertrag wurde am 9. März unterzeichnet, aber auf den 1. März rückdatiert. Er galt für zwanzig Jahre. Im Jahr 1815 wurde er im Wiener Kongress erneuert.
Die französische Seite machte den Versuch, die Verhandlungen des Friedenskongresses zu verzögern. Am 15. März legte Caulaincourt den Entwurf für einen Friedensvertrag vor. Dieser unterschied sich vollkommen von den Vorstellungen der Alliierten. Danach sollte Eugène de Beauharnais das Königreich Italien bekommen. Das von den Alliierten aufgelöste Großherzogtum Berg sollte wiederhergestellt werden und der gefangene sächsische König Friedrich August I. seine Herrschaft zurückerhalten. Frankreich forderte die Rückgabe der Kolonien und von einem Verzicht auf die ehemaligen österreichischen Niederlande, Mainz und das Rheinland war überhaupt nicht die Rede.
Damit brachen die Alliierten am 19. März die Verhandlungen ab. Der Krieg nahm seinen Fortgang. Bereits am 20./21. März erlitt Napoleon in der Schlacht von Arcis-sur-Aube eine letztlich kriegsentscheidende Niederlage.
In dem am 1. März 1814 unterzeichneten Bündnisvertrag kamen die Regierungen Österreichs, Preußens, Russlands und Großbritanniens überein, nicht nur den Krieg gegen Napoleon bis zu ihrem endgültigen und entscheidenden Sieg weiterzuführen, sondern auch danach das europäische Mächtegleichgewicht zu erhalten:

„In Anbetracht dessen, daß der vorliegende Bündnisvertrag sich die Erhaltung des europäischen Gleichgewichts, die Sicherung der Ruhe und Unabhängigkeit der Mächte und die Vergütungen der Invasionen, die so viele Jahre lang die Welt heimgesucht haben, zum Ziel setzt, sind die [...] Vertragschließenden untereinander übereingekommen, seine Geltungsdauer auf zwanzig Jahre vom Datum der Unterzeichnung an festzusetzen.“